# Xanthaciura
Xanthaciura is een geslacht van insecten uit de familie van de Boorvliegen (Tephritidae), die tot de orde tweevleugeligen (Diptera) behoort.

## Soorten
- X. connexionis Benjamin, 1934
- X. chrysura (Thomson, 1869)
- X. insecta (Loew, 1862)
- X. tetraspina (Phillips, 1923)